# Настоящие ручейники

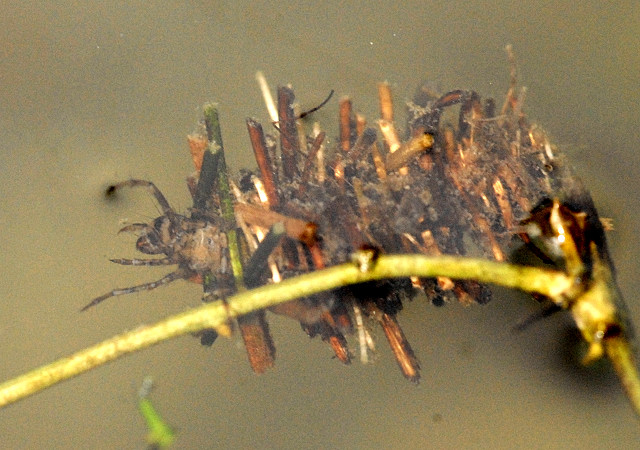
Домик ручейника Limnephilus flavicornis.

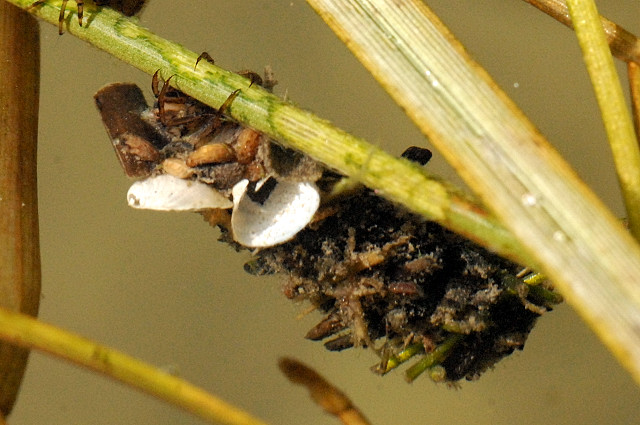
Домик ручейника Limnephilus rhombicus.

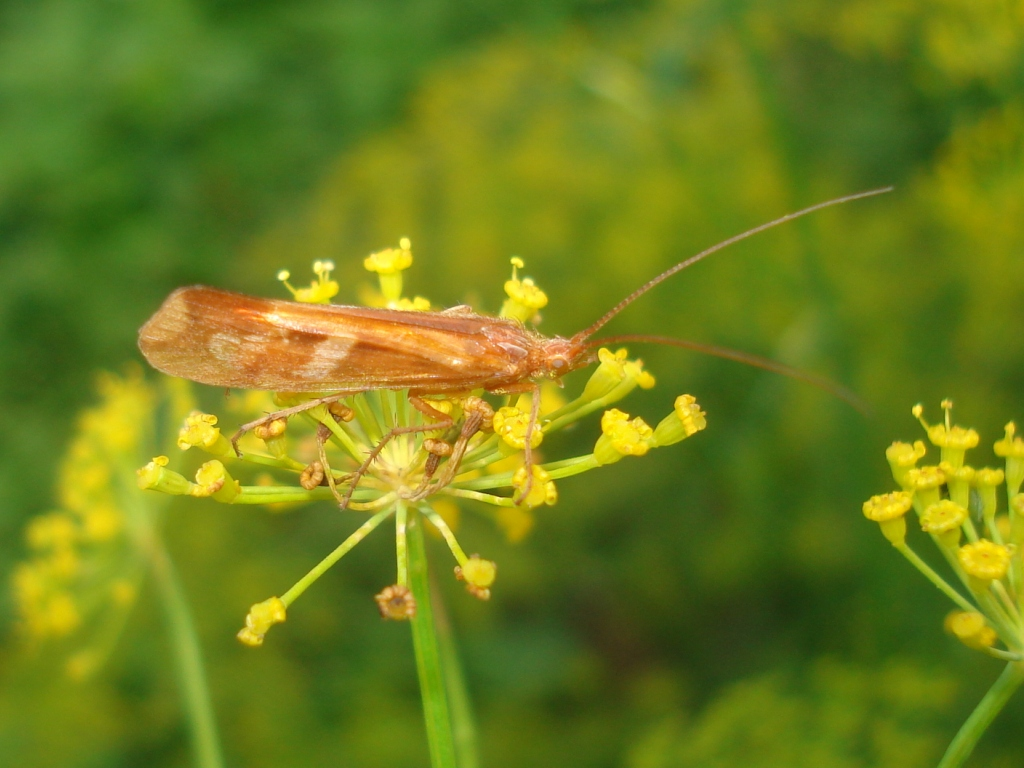
Ручейник Limnephilus lunatus.

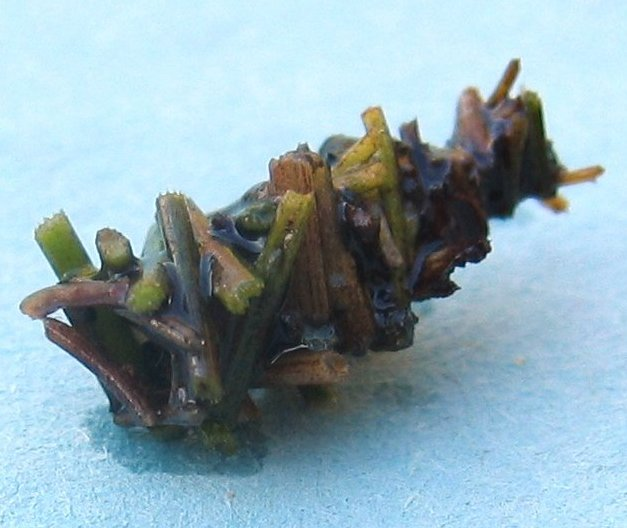
Домик ручейника.

Настоящие ручейники (лат. Limnephilidae) — семейство ручейников подотряда Integripalpia.

## Распространение
Всесветно, наибольшее разнообразие видов отмечено в Северном полушарии. В России более 30 родов и около 150 видов.

## Описание

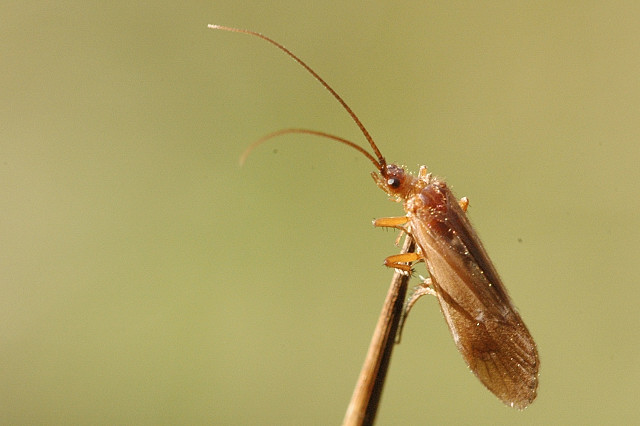
Ручейник Chaetopteryx villosa

Крупного и среднего размера ручейники. Нижнечелюстные щупики самок состоят из 5 члеников (у самцов — из трёх). Число шпор на передних, средних и задних ногах чаще равно 1, 3 и 4 соответственно; другие варианты: 0 (1), 1 (2-3), 1 (2-4). Личинки живут на дне водоёмов разного типа.

## Систематика
Свыше 1000 видов, 4 подсемейства и около 100 родов.
- Подсемейство Dicosmoecinae Schmid, 1955
  - Allocosmoecus — Amphicosmoecus — Anomalocosmoecus — Antarctoecia — Archaeophylax — Austrocosmoecus — Cryptochia — Dicosmoecus — Ecclisocosmoecus — Ecclisomyia — Eocosmoecus — Evanophanes — Ironoquia — Magellomyia — Metacosmoecus — Monocosmoecus — Nostrafilla — Nothopsyche — Onocosmoecus — Platycosmoecus
- Подсемейство Drusinae Banks, 1916
  - Anomalopterygella — Cryptothrix — Drusus — Ecclisopteryx — Leptodrusus — Metanoea — Monocentra
- Подсемейство Limnephilinae Kolenati, 1848
  - Триба Chaetopterygini
    - Annitella — Badukiella — Chaetopterna — Chaetopteroides — Chaetopterygopsis — Chaetopteryx — Kelgena — Pseudopsilopteryx — Psilopteryx — Rizeiella — Vareshiana

  - Триба Chilostigmini
    - Brachypsyche — Chiloecia — Chilostigma — Chilostigmodes — Desmona — Frenesia — Glyphopsyche — Grensia — Homophylax — Phanocelia — Pielus — Psychoglypha

  - Триба Limnephilini
    - Anabolia — Arctopora — Asynarchus — Clistoronia — Glyphotaelius — Grammotaulius — Halesochila — Hesperophylax — Lenarchus — Leptophylax — Limnephilus — Nemotaulius — Philarctus — Platycentropus — Psychoronia — Rhadicoleptus

  - Триба Stenophylacini
    - Acrophylax — Allogamus — Anisogamodes — Anisogamus — Chionophylax — Chyrandra — Clostoeca — Consorophylax — Enoicyla — Enoicylopsis — Halesus — Hydatophylax — Isogamus — Leptotaulius — Melampophylax — Mesophylax — Parachiona — Philocasca — Platyphylax — Potamophylax (Potamophylax coronavirus) — Psilopterna — Pycnopsyche — Sphagnophylax — Stenophylax — †Tricheopteryx

  - Incertae Sedis
    - Lepnevaina — Thermophylax
- Подсемейство Pseudostenophylacinae Schmid, 1955
  - Aplatyphylax — Astenophylina — Astratodina — Phylostenax — Pseudostenophylax
- Incertae Sedis
  - Allomyia — Manophylax — Moselyana — Pedomoecus